# Нелсон (Џорџија)
Нелсон (Џорџија) (енгл. Nelson) град је у америчкој савезној држави Џорџија. По попису становништва из 2010. у њему је живело 1.314 становника.

## Демографија
Према попису становништва из 2010. у граду је живело 1.314 становника, што је 688 (109,9%) становника више него 2000. године.
| Група             | 2000.       | 2010.         |
| Белци             | 562 (89,8%) | 1.207 (91,9%) |
| Афроамериканци    | 59 (9,4%)   | 59 (4,5%)     |
| Азијати           | 1 (0,2%)    | 7 (0,5%)      |
| Хиспаноамериканци | 1 (0,2%)    | 15 (1,1%)     |
| Укупно            | 626         | 1.314         |